# Caspar Bose

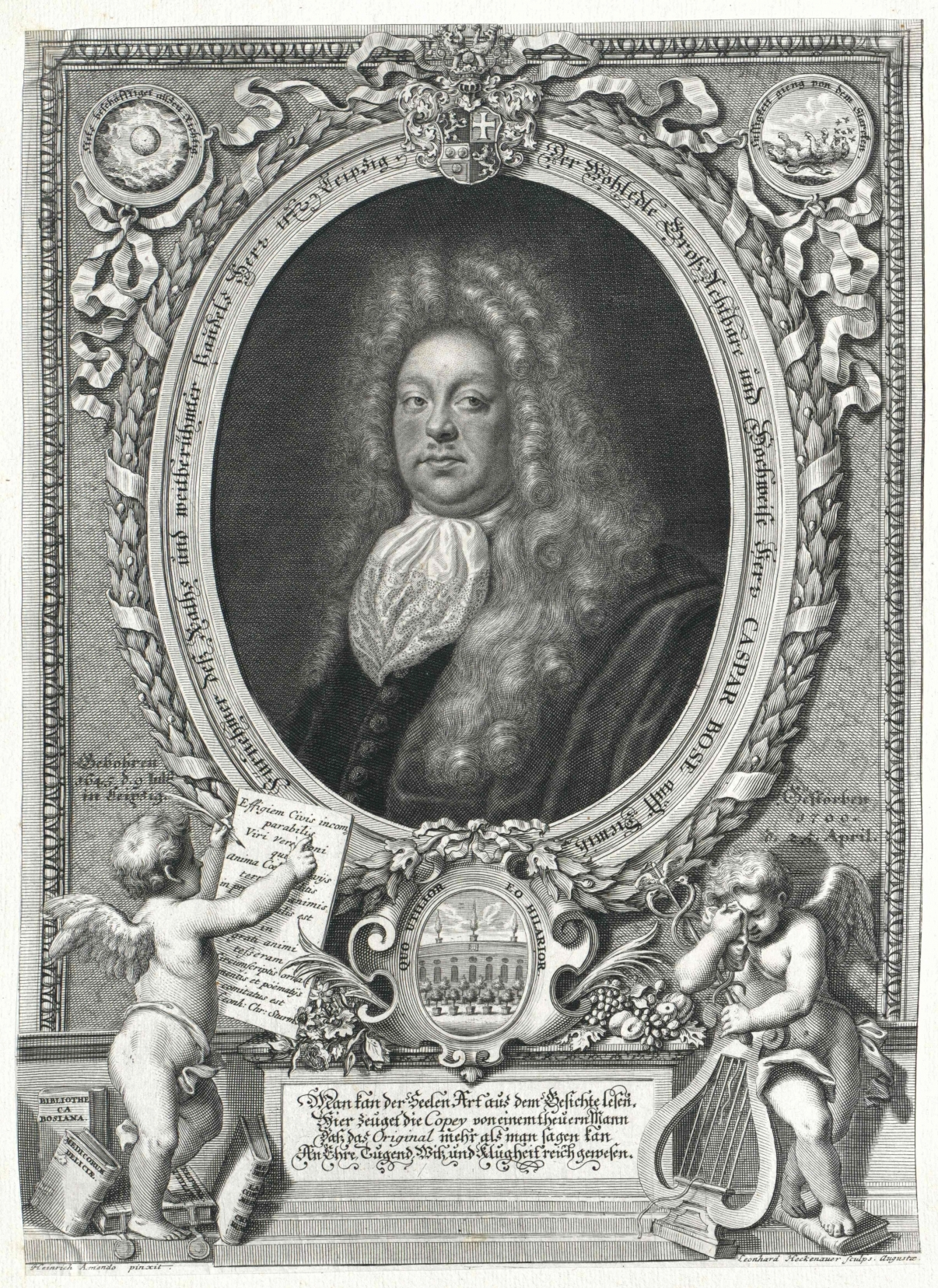
Caspar Bose

Caspar Bose (* 9. Juli 1645 in Leipzig; † 21. April 1700 in Leipzig) war ein bedeutender Leipziger Handels- und Ratsherr.

## Leben
Caspar Bose war der ältere der beiden Söhne von Johann Ernst Bose (1612–1681), der in Leipzig eine kurfürstlich privilegierte Silberwaren-Manufaktur betrieb.
In ihr wurde Gold- und Silberdraht hergestellt, der zu vielfältigen Posamenten verarbeitet wurde. Der Handel mit diesen sicherte der Familie Wohlstand und die Zugehörigkeit zum Leipziger Patriziat.
Caspar Bose besuchte die Französische Schule in Leyden. Von 1667 bis 1669 unternahm er eine Bildungsreise durch Deutschland, Frankreich, die Niederlande und Italien, wo er in Venedig, Rom und Neapel weilte. 1671 trat er zusammen mit seinem Bruder Georg in die väterliche Manufaktur ein.
Als erfolgreicher Handelsherr bekleidete er auch städtische Ämter. 1685 wurde er Ratsherr und „Hauptmann des Grimmischen Viertels“. Ab 1690 war er Mitglied der karitativen Gesellschaft der Vertrauten.
Caspar Bose besaß vielfältige Interessen. Besonders aber ist sein Wissen zu Fragen der Gartenkunst und Pflanzenzucht hervorzuheben. Er korrespondierte mit den bedeutendsten deutschen, niederländischen und französischen Autoren von Gartenliteratur seiner Zeit. Das versetzte ihn in die Lage, einen Garten, den die Familie in der östlichen Vorstadt von Leipzig besaß und den er vergrößerte, zum ersten Leipziger und weit über die Grenzen der Stadt bekannten Barockgarten umzugestalten. Seine materielle Lage und seine Handelsbeziehungen in alle Welt ermöglichten ihm die Beschaffung exotischer Pflanzen. Der Garten war zeitweise, so zu den Messen, für Besucher geöffnet. Dieser Großbosische Garten, der den Namen zur Unterscheidung vom Kleinbosischen seines Bruders Georg trug, war bis 1824 in Familienbesitz, musste aber ab der Mitte des 18. Jahrhunderts mangels entsprechender Mittel immer mehr reduziert werden.
Caspar Bose heiratete 1671 Anne Sophie Peilicke. Aus dieser Ehe entstammten die Söhne Caspar Bose (1672–1730) und Georg Heinrich Bose (1682–1731). Der Erste erbte den Großbosischen Garten, und der Zweite erwarb das heutige Bosehaus am Thomaskirchhof und baute es als barockes Wohnhaus um. Als Nachbar war er mit Johann Sebastian Bach befreundet.